# Контуойто
Езерото Контуойто (на английски: Contwoyto Lake) е 10-о по големина езеро в канадската територия Нунавут. Площта му, заедно с островите в него е 957 км2, която му отрежда 46-о място сред езерата на Канада. Площта само на водното огледало без островите е 933 км2. Надморската височина на водата е 564 м.
Езерото се намира в западната част на канадската територия Нунавут, на 290 км източно от залива Мактавиш Арм на Голямото Мече езеро и на 257 км северно от залива Маклауд на Голямото Робско езеро. Дължината му от северозапад на югоизток е 110 км, а максималната му ширина – 13 км.
Контуойто има изключително силно разчленена брегова линия, с множество заливи, полуострови, протоци и острови с обща площ от 24 км2.
В югоизточния му ъгъл се влива река Контуойто, а от най-северната му част изтича река Бърнсайд, вливаща се в залива Батърст на Северния ледовит океан.
Край западния и северозападния бряг на езерото има две функциониращи уранови мини – Лупин.
Контуойто е открито от Самюъл Хиърн, служител на компанията „Хъдсън Бей“, занимаваща се с търговия на ценни животински кожи през юни 1771 г. по време на похода му към устието на река Копърмайн.